# Jaclyn Moriarty
Jaclyn Moriarty (Perth, 1968) é uma escritora australiana, mais conhecida por sua literatura juvenil.

## Biografia
Moriarty cresceu em Sydney. Duas de suas irmãs, Liane e Nicola Moriarty, também são romancistas. Moriarty estudou Inglês e Direito na Universidade de Sydney. Ela então completou um mestrado em Direito em Yale e um PhD em Cambridge.
Antes de ser escritora em tempo integral, ela trabalhou como advogada de mídia, entretenimento e copyright. O agente literário que encontrou uma editora para o primeiro livro de Moriarty, Feeling Sorry for Celia, foi o também autor Garth Nix.

### Série Ashbury/Brookfield
- Feeling Sorry for Celia (2001)
- Finding Cassie Crazy (2003)
- The Betrayal of Bindy Mackenzie (2006)
- Dreaming of Amelia (2009)

### SérieThe Colours of Madeleine
Publicada no Brasil pela V&R Editoras, sob o nome As Cores de Madeleine.
- A Corner of White (2012) (A Fenda Branca)[3]
- The Cracks in the Kingdom (2014) (As Fendas do Reino)[4]
- A Tangle of Gold (2016)

### Outros livros
- I Have a Bed Made of Buttermilk Pancakes (2004)
- The Spell Book of Listen Taylor (2007)